# Cambremer
Cambremer é uma comuna francesa na região administrativa da Normandia, no departamento Calvados. Estende-se por uma área de 23,4 km². Em 2010 a comuna tinha 1 383 habitantes (densidade: 59,1 hab./km²).